# Lomaspilis brunnescens
Lomaspilis brunnescens är en fjärilsart som beskrevs av Barend J. Lempke 1951. Lomaspilis brunnescens ingår i släktet Lomaspilis och familjen mätare. Inga underarter finns listade i Catalogue of Life.